# لاين هافن
لاين هافن (بالإنجليزية: Lynn Haven)‏ هي مدينة أمريكية تقع في ولاية فلوريدا. تبلغ مساحة هذه المدينة 30.5 (كم²)،ويبلغ عدد سكانها 18493 نسمة حسب إحصاء سنة 2010 م 18493.تشير إحصاءات سنة 2000م بأن الكثافة السكانية في هذه المدينة تقدر بـ(auto) نسمة/كم2 

## أعلام
- جيمس فينش